# Nyctibatrachus major
Nyctibatrachus major là một loài ếch trong họ Ranidae. English names are Malabar Night Frog  Large Wrinkled Frog  and Boulenger's Narrow-eyed Frog 
Nó là loài đặc hữu của elevations of 110–920 m, in Malabar and Wynaad, Kerala, và Anamali Conservation Area, Tamil Nadu, 
Ấn Độ.
Các môi trường sống tự nhiên của chúng là các khu rừng ẩm ướt đất thấp nhiệt đới hoặc cận nhiệt đới, các khu rừng vùng núi ẩm nhiệt đới hoặc cận nhiệt đới, và sông. Loài này đang bị đe dọa do mất môi trường sống.